# Bosque mediterráneo norteafricano
El bosque mediterráneo norteafricano es una ecorregión de bosque mediterráneo de la ecozona paleártica definida por WWF que se extiende por las llanuras costeras del Magreb, al norte de las montañas del Atlas, ocupando 357 900 km2. Incluye las tierras bajas y de altitud media de la mitad septentrional de Marruecos, Argelia y Túnez, las ciudades autónomas españolas de Ceuta y Melilla y un área aislada en la península Cirenaica de Libia.

## Flora

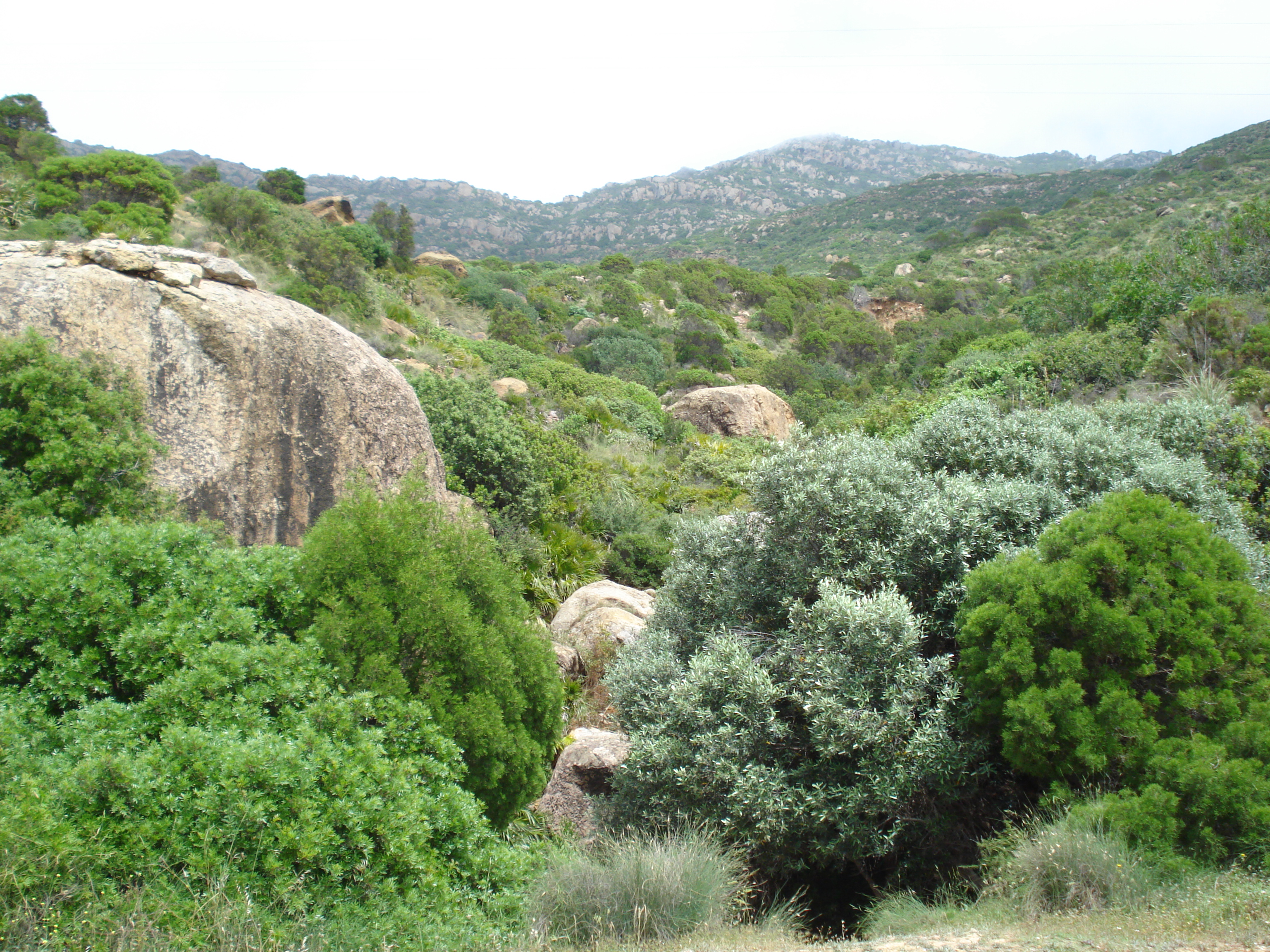
Paisaje del cabo Bon en Túnez.

La vegetación es muy variada. Se han descrito cinco tipos principales:
- Pinar xerófilo, dominado por el pino carrasco (Pinus halepensis)
- Bosque de alerce africano (Tetraclinis articulata)
- Alcornocal (Quercus suber)con Laurus nobilis, Arbutus unedo, Erica arborea, Ilex aquifolium, Phillyrea angustifolia, Cytisus villosus, Myrtus communis y Viburnum tinus
- Encinar-coscojar (Quercus ilex yQuercus coccifera)
- Maquis, formado principalmente por acebuches  (Olea europaea subsp. europaea var. sylvestris) y algarrobos (Ceratonia siliqua).

## Fauna
La diversidad de reptiles es alta.

## Estado de conservación
En peligro crítico. La población humana es alta, y la deforestación extensiva.